# Titanohyrax
Titanohyrax és un gènere extint de damans de la família dels titanohiràcids que visqueren a Àfrica des de l'Eocè inferior fins a l'Oligocè inferior, fa entre 27,3 i 56 milions d'anys. Se n'han trobat restes fòssils a Algèria, Egipte, Líbia i Tunísia. Eren titanohiràcids de mida mitjana a enorme. De fet, eren més grossos que qualsevol proboscidi de la seva època. Tenien unes dimensions comparables a les d'un rinoceront menut, amb un pes estimat de 675 kg i el crani de 60 cm de llargada. El nom genèric Titanohyrax significa ‘Hyrax titànic’, en referència a la seva grandària.